# Tappelkeim (Kreis Friedland)
Tappelkeim ist der Name eines untergegangenen Ortes in der Oblast Kaliningrad (Gebiet Königsberg (Preußen)) der Russischen Föderation. Die Ortsstelle liegt im Bereich des Munizipalkreises Rajon Prawdinsk (Stadtkreis Friedland).

## Geographische Lage
Die Ortsstelle von Tappelkeim liegt in der südlichen Mitte der Oblast Kaliningrad, 17 Kilometer nördlich der heute in Polen gelegenen Kreisstadt Bartoszyce (deutsch Bartenstein).

## Geschichte
Das Vorwerk Tappelkeim – vor 1785 noch Klein Tappelkeim genannt – war bis 1928 ein Wohnplatz im Gutsbezirk Sehmen (russisch Soldatowo) im ostpreußischen Kreis Friedland (ab 1927: Kreis Bartenstein). Im Jahre 1905 zählte Tappelkeim 84 Einwohner. Als sich am 30. September 1928 der Gutsbezirk Sehmen und die Landgemeinde Sehmen zur neuen Landgemeinde Sehmen zusammenschlossen, wurde Tappelkeim eine Ortschaft eben dieser neuen Gemeinde.
In Kriegsfolge wurde 1945 das gesamte nördliche Ostpreußen an die Sowjetunion überstellt. Tappelkeim wurde aber wohl nicht mehr besiedelt, jedenfalls wurde es offiziell nicht genannt, so dass auch kein russischer Name bekannt ist. Der Ort zählt zu den verwaisten und untergegangenen Orten. Seine Ortsstelle liegt heute im Bereich der Selbstverwaltungseinheit Rajon Prawdinsk (Munizipal-/Stadtkreis Friedland) in der Oblast Kaliningrad (Gebiet Königsberg (Preußen)) der Russischen Föderation.

## Kirche
Bis 1945 war Tappelkeim in die evangelische Kirche Schönbruch (russisch Schirokoje, polnisch Szczurkowo) in der Kirchenprovinz Ostpreußen der Kirche der Altpreußischen Union, außerdem in die römisch-katholische Kirche St. Bruno in Bartenstein (polnisch Bartoszyce) im damaligen Bistum Ermland eingepfarrt.

## Verkehr
Zur Ortsstelle von Tappelkeim besteht eine Wegeverbindung von Soldatowo (Sehmen) aus.